# Озера Кілларні
52°02′30″ пн. ш. 9°33′00″ зх. д. / 52.041666666667° пн. ш. 9.55° зх. д.
Озера Кілларні (англ. Lakes of Killarney) — мережа озер на південному заході Ірландії на території графства Керрі біля однойменного міста Кілларні. Включає озера: Лох-Лейн, Макросс (середнє) і Верхнє. Всі вони мають льодовикове походження.
Лох-Лейн, площею близько 19 км², є найбільшим серед трьох озер. Воно лежить у Чорній долині між горами Карантуїлл, Торк і Мангертон. Річка Лейн з'єднує озеро з затокою Дінгл. Середня глибина — 13,4 м, найбільша — 60 м. На східному березі Лох-Лейн розташовані стародавні мідні копальні, споруджені понад 6 тис. років тому. Між озером Макросс і Лох-Лейн є реліктовий тисовий гай.
Поруч розташований Національний парк Кілларні, замок Росс, Макросс-гауз і абатство Макросс. На вершині гірського хребта, що оточує озера є оглядовий майданчик Ladies View.